# Сірінгтаун (Нью-Йорк)
Сірінгтаун (англ. Searingtown) — переписна місцевість (CDP) в США, в окрузі Нассау штату Нью-Йорк. Населення — 5044 особи (2020).

## Географія
Сірінгтаун розташований за координатами 40°46′14″ пн. ш. 73°39′37″ зх. д. / 40.77056° пн. ш. 73.66028° зх. д. (40.770430, -73.660333).  За даними Бюро перепису населення США в 2010 році переписна місцевість мала площу 2,41 км², уся площа — суходіл.

## Демографія
Згідно з переписом 2010 року, у переписній місцевості мешкало 4915 осіб у 1563 домогосподарствах у складі 1395 родин. Густота населення становила 2044 особи/км².  Було 1604 помешкання (667/км²).
Расовий склад населення:
| - 56,7 % — білих - 39,0 % — азіатів - 1,0 % — чорних або афроамериканців - 0,1 % — корінних американців |

До двох чи більше рас належало 2,4 %. Частка іспаномовних становила 3,6 % від усіх жителів.
За віковим діапазоном населення розподілялося таким чином: 23,1 % — особи молодші 18 років, 59,1 % — особи у віці 18—64 років, 17,8 % — особи у віці 65 років та старші. Медіана віку мешканця становила 45,8 року. На 100 осіб жіночої статі у переписній місцевості припадало 95,4 чоловіків;  на 100 жінок у віці від 18 років та старших — 91,9 чоловіків також старших 18 років.
Середній дохід на одне домашнє господарство  становив 177 796 доларів США (медіана — 156 875), а середній дохід на одну сім'ю — 195 495 доларів (медіана — 168 276). Медіана доходів становила 87 167 доларів для чоловіків та 71 380 доларів для жінок. За межею бідності перебувало 0,8 % осіб, у тому числі 0,7 % дітей у віці до 18 років та 0,8 % осіб у віці 65 років та старших.
Цивільне працевлаштоване населення становило 2271 особа. Основні галузі зайнятості: освіта, охорона здоров'я та соціальна допомога — 30,7 %, фінанси, страхування та нерухомість — 13,0 %, науковці, спеціалісти, менеджери — 12,5 %.